# Potravinářská chemie
Potravinářská chemie studuje chemické procesy biologických substancí, které jsou mrtvé nebo umírající. Tyto biologické substance zahrnují např. maso, drůbež, zeleninu, pivo a mléko. V hlavních součástech, jako jsou sacharidy, lipidy a proteiny, je podobná biochemii, ale také zahrnuje oblasti jako jsou voda, vitaminy, minerály, enzymy, potravinové přísady, vůně a barvy. Tato disciplína také zahrnuje změnu substancí různými technologiemi.